# Étienne Alexis Lamarque
Pour les articles homonymes, voir Lamarque.
Étienne Alexis Ludovic Lamarque, né le 4 décembre 1819 à Lacapelle-Biron (Lot-et-Garonne) et décédé le 4 août 1899 à Loubéjac (Dordogne), est un homme politique français

## Biographie
Maitre de forges, il est nommé le 22 mars 1848 commissaire du gouvernement de la Dordogne , puis le 12 juin 1848 préfet de l'Aude. Il est élu député de la Dordogne de 1849 à 1851, siégeant au groupe d'extrême gauche de la Montagne. Après le Coup d'État du 2 décembre 1851, il retourne à la vie privée. 

## Sources
- « Étienne Alexis Lamarque », dans Adolphe Robert et Gaston Cougny, Dictionnaire des parlementaires français, Edgar Bourloton, 1889-1891 [détail de l’édition]